# Lijst van Nederlandse voorzetsels
Dit artikel bevat een alfabetische lijst van de in het Nederlands voorkomende voorzetsels.

## A
- à
- aan
- aangaande
- achter
- ad
- af (gewestelijk / verouderd)

## B
- bachten (gewestelijk, voornamelijk West-Vlaanderen)
- behalve
- behoudens
- beneden
- benevens
- benoorden
- benoordnoordoosten[2]
- benoordnoordwesten[2]
- benoordoosten[3][4][5]
- benoordwesten[6][7][8][5]
- beoosten
- betreffende
- bewesten
- bezijden
- bezuiden
- bezuidoosten[9][10][5]
- bezuidwesten[11][12][5]
- bezuidzuidoosten[2]
- bezuidzuidwesten[2]
- bij
- binnen
- blijkens
- boven
- bovenaan
- buiten

## C
- circa (voor jaartallen)
- conform
- contra
- cum

## D
- dankzij
- door
- doorheen

## G
- gedurende
- gezien

## H
- hangende

## I
- in
- ingevolge
- inzake

## J
- jegens

## K
- krachtens

## L
- langs
- langsheen (verouderd / Belgisch Nederlands)
- luidens

## M
- met
- middels (germanisme)
- midden (bij tijdsbepalingen; in andere gevallen gewestelijk)
- min (rekenkunde)
- minus (rekenkunde)
- mits

## N
- na
- naar
- naast
- nabij
- namens
- nevens (gewestelijk / gallicisme)
- niettegenstaande
- nopens

## O
- om
- omstreeks
- omtrent
- ondanks
- onder
- onderaan
- ongeacht
- onverminderd
- op
- over
- overeenkomstig

## P
- per
- plus (rekenkunde)
- post
- pro

## R
- richting (verkorting van: in de richting van)
- rond
- rondom

## S
- sedert
- sinds
- spijts
- staande

## T
- te
- tegen
- tegenover
- ten
- ter
- tijdens
- tot
- trots (verouderd / archaïsch) (betekenis: ondanks – te onderscheiden van het bijvoeglijk naamwoord "trots (op)")
- tussen

## U
- uit
- uitgezonderd

## V
- van
- vanaf
- vanonder
- vanuit
- vanwege
- versus
- via
- vis-à-vis
- volgens
- voor
- voorbij

## W
- wegens

## Z
- zijdens (juridisch taalgebruik)
- zonder